# Tey Já
Tey Já är en ort i Mexiko.   Den ligger i kommunen Tancanhuitz och delstaten San Luis Potosí, i den centrala delen av landet, 240 km norr om huvudstaden Mexico City. Tey Já ligger 296 meter över havet och antalet invånare är 116.
Terrängen runt Tey Já är lite kuperad. Runt Tey Já är det ganska tätbefolkat, med 124 invånare per kvadratkilometer. Närmaste större samhälle är Villa Terrazas, 18,3 km söder om Tey Já. I omgivningarna runt Tey Já växer huvudsakligen savannskog.